# Mu Leporis

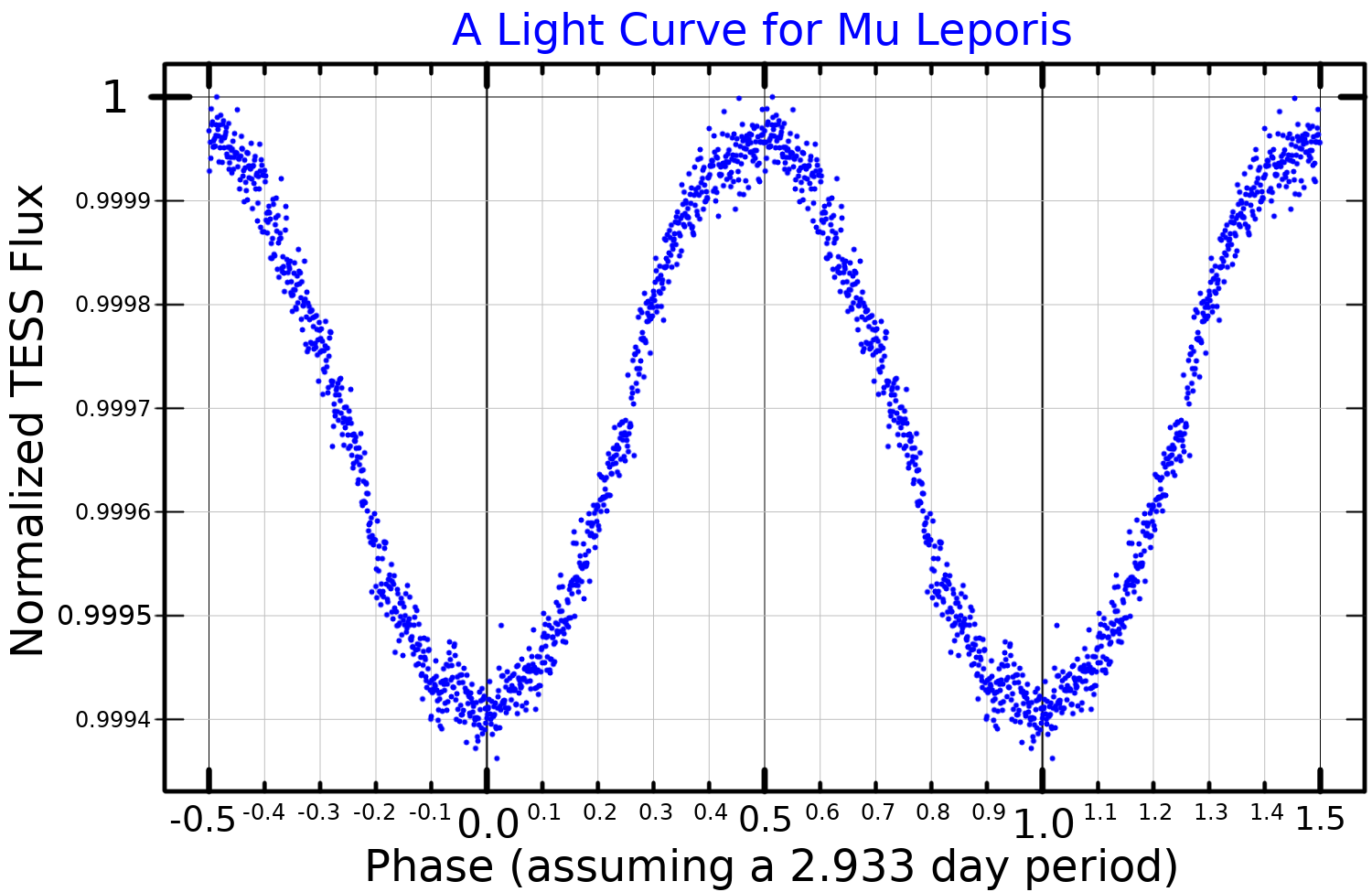
Lichtkromme van Mu Lep

Mu Leporis (μ Leporis / 5 Leporis) is een ster in het sterrenbeeld Haas. De ster is een subreus en waarschijnlijk een Alpha2 Canum Venaticorum variabele.
Een halve graad ten noordnoordwesten van Mu Leporis is het sterrenstelsel NGC 1832 te vinden.
Twee en een halve graad ten westnoordwesten van Mu Leporis is de planetaire nevel Abell 7 (PK 215-30.1) te vinden.